# Karl Fromherz

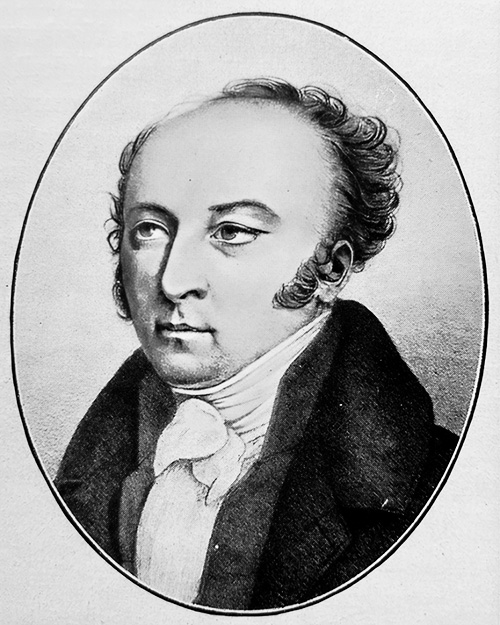
Carl Fromherz

Karl Fromherz, auch Carl Fromherz, (* 10. Dezember 1797 in Konstanz; † 27. Januar 1854 in Freiburg im Breisgau) war ein deutscher Chemiker, Mineraloge und Mediziner. Er war ein Pionier der Biomedizin und Biochemie. Bekannt sind zudem seine Forschungen auf dem Gebiet der Geologie.

## Leben
Nach seinem Abitur auf dem Freiburger Berthold-Gymnasium wollte Fromherz anfänglich Jura studieren, entschied sich später jedoch für die Medizin. Während seines Studiums trat er gemeinsam mit seinem Bruder Johann Nepomuk Fromherz 1818 der Alten Freiburger Burschenschaft bei. Bereits 1822 hielt er als Privatdozent Vorträge über „Tierische Chemie“ in Freiburg. Von 1822 bis 1827 hatte er eine Lehrstuhlvertretung für das Lehrfach Mineralogie inne.
1828 wurde in der Medizinischen Fakultät Ordinarius für Chemie an der Großherzoglichen Badischen Albert-Ludwigs-Universität zu Freiburg im Breisgau. Er hielt 1835 die erste Vorlesung über „Physiologische Chemie“ an der Universität Freiburg und hielt ein Praktikum zusammen mit seinem Assistenten Lambert Heinrich von Babo (1818–1899) mit chemisch-physiologischen und chemisch-pathologischen Untersuchungen ab. Mit Fromherz begann in Freiburg der Einzug der Naturwissenschaften in die Medizin. Er war von 1832 bis 1833 Dekan der Medizinischen Fakultät. 1837 war er Prorektor.
Professor Fromherz wurde 1829 Mitglied der Gesellschaft für Naturwissenschaft und Heilkunde in Heidelberg, 1830 Mitglied der medicinisch-botanischen Gesellschaft in London und im Jahre 1832 General-Visitator der Apotheken im Dreisam und See-Kreise. 1844 wurde er korrespondierendes Mitglied der Mathematisch-physikalischen Klasse der Bayerischen Akademie der Wissenschaften.
Seine 1832 und 1836 veröffentlichte Schriften zur Medizinischen Chemie, der heutigen Biochemie, wurden als die besten Publikationen seiner Zeit angesehen. Insbesondere seine Auseinandersetzung mit dem Werk Friedrich Wöhlers (Vis vitalis) wurde Beachtung geschenkt.
Zudem publizierte Fromherz zahlreiche wissenschaftliche Arbeiten über die Geologie des Breisgau.

## Schriften
- Lehrbuch der medicinischen Chemie (1. Band, in vier Lieferungen, die pharmaceutische Chemie und die chemische Arzneimittel-Lehre enthaltend), Gebrüder Groos, Freiburg 1831 und 1832
- Die Jura-Formationen des Breisgaues geognostisch beschrieben. Goos, Karlsruhe 1838
- Handbuch der Geologie.  E. Schweizerbart’sche Verlagshandlung und Druckerei, Stuttgart 1856 (posthum herausgegeben von Ernst Stizenberger) Archive